# Championnat du monde de hockey sur glace 1931
Navigation
France, Autriche, Allemagne 1930 Tchécoslovaquie 1933
Le cinquième championnat du monde de hockey sur glace et par la même occasion le seizième championnat d'Europe a lieu entre 1er et le 8 février 1931 à Krynica-Zdrój en Pologne.

## Contexte
La compétition oppose dix nations avec un système de tours successifs. Le Canada est représentée par l'équipe de l'Université du Manitoba.

## Résultats des matchs

### Premier tour
Les matchs du premier tour ont lieu le 1er février
- Tchécoslovaquie 4-1 Hongrie
- Autriche 1-0 Grande-Bretagne

La Hongrie et la Grande-Bretagne sont donc éliminées du tour de qualification.

### Second tour
Les matchs du second tour ont lieu les 1er et 2 février.
1er février
- Canada 9-0 France

2 février
- Tchécoslovaquie 4-1 Pologne
- Suède 3-1 Autriche
- États-Unis 15-0 Roumanie

Les quatre vainqueurs sont directement qualifiés pour le tour final tandis que les quatre autres équipes devront jouer un tour qualificatif.

### Tour qualificatif
Les matchs ont lieu le 3 février
- Autriche 7-0 Roumanie
- Pologne 2-1 France

La France et la Roumanie sont donc éliminés.

### Tournoi des vaincus
Ce tournoi a lieu entre le 4 et le 7 février.
- Hongrie 3-1 Grande-Bretagne
- France 7-1 Roumanie
- Hongrie 9-1 Roumanie
- Grande-Bretagne 2-1 France
- Grande-Bretagne 11-0 Roumanie
- Hongrie 1-0 France

| No | Équipe          | PJ | V | N | D | BP | BC | +/- | Pts |
| -- | --------------- | -- | - | - | - | -- | -- | --- | --- |
| 7  | Hongrie         | 3  | 3 | 0 | 0 | 13 | 2  | +11 | 6   |
| 8  | Grande-Bretagne | 3  | 2 | 0 | 1 | 14 | 4  | +10 | 4   |
| 9  | France          | 3  | 1 | 0 | 2 | 8  | 4  | +4  | 2   |
| 10 | Roumanie        | 3  | 0 | 0 | 3 | 2  | 27 | -25 | 0   |

### Tournoi des vainqueurs
Tous ces matchs ont également lieu entre le 4 et le 8 février.
4 février
- États-Unis 2-1 Autriche
- Canada 2-0 Tchécoslovaquie
- Pologne 2-0 Suède

5 février
- Tchécoslovaquie 2-1 Autriche
- États-Unis 3-0 Suède
- Canada 3-0 Pologne

6 février
- États-Unis 1-0 Tchécoslovaquie
- Canada 0-0 Suède
- Autriche 2-1 Pologne

Le match nul concédé par le Canada constitue la première rencontre officielle entre une équipe d'Europe et le Canada ne se finissant pas sur une victoire du Canada.
7 février
- Suède 1-0 Tchécoslovaquie
- Canada 8-0 Autriche
- États-Unis 1-0 Pologne

8 février
- Autriche1-0 Suède
- Pologne 0-0 Tchécoslovaquie
- Canada 2-0 États-Unis

| No | Équipe          | PJ | V | N | D | BP | BC | +/- | Pts |
| -- | --------------- | -- | - | - | - | -- | -- | --- | --- |
| 1  | Canada          | 5  | 4 | 1 | 0 | 15 | 0  | +15 | 9   |
| 2  | États-Unis      | 5  | 4 | 0 | 1 | 7  | 3  | +4  | 8   |
| 3  | Autriche        | 5  | 2 | 0 | 3 | 5  | 13 | -8  | 4   |
| 4  | Pologne         | 5  | 1 | 1 | 3 | 3  | 6  | -3  | 3   |
| 5  | Tchécoslovaquie | 5  | 1 | 1 | 3 | 2  | 5  | -3  | 3   |
| 6  | Suède           | 5  | 1 | 1 | 3 | 1  | 6  | -5  | 3   |

## Classement final
| No     | Équipe          | PJ | V | N | D | BP | BC | Pts |
| ------ | --------------- | -- | - | - | - | -- | -- | --- |
| Or     | Canada          | 6  | 5 | 0 | 1 | 24 | 0  | 11  |
| Argent | États-Unis      | 6  | 5 | 1 | 0 | 22 | 3  | 10  |
| Bronze | Autriche        | 8  | 4 | 4 | 0 | 15 | 17 | 8   |
| 4e     | Pologne         | 7  | 2 | 4 | 1 | 6  | 11 | 5   |
| 5e     | Tchécoslovaquie | 7  | 3 | 3 | 1 | 10 | 7  | 7   |
| 6e     | Suède           | 6  | 2 | 3 | 1 | 4  | 7  | 5   |
| 7e     | Hongrie         | 8  | 3 | 1 | 0 | 14 | 6  | 3   |
| 8e     | Grande-Bretagne | 4  | 2 | 2 | 0 | 14 | 5  | 4   |
| 9e     | France          | 5  | 1 | 4 | 0 | 9  | 15 | 2   |
| 10e    | Roumanie        | 5  | 0 | 5 | 0 | 2  | 49 | 0   |

| No     | Équipe          |
| ------ | --------------- |
| Or     | Autriche        |
| Argent | Pologne         |
| Bronze | Tchécoslovaquie |
| 4e     | Suède           |
| 5e     | Hongrie         |
| 6e     | Grande-Bretagne |
| 7e     | France          |
| 8e     | Roumanie        |

Voici l'alignement complet des médaillés du tournoi :
| Champions du mondeCanada | George Garbutt, George Hill, Gord MacKenzie, Sammy McCallum, Ward McVey, Frank Morris, Jack Pidcock, Art Puttee, Blake Watson, Guy Williamson Entraîneur : Blake Watson                                                    |
| ArgentÉtats-Unis         | Ty Andersen, Ed Dagnino, Robert Elliott, Edward Frazier, Frank Nelson, Charles Ramsay, Larry Sanford, Dwight Shefler, Gordon Smith, Richard Thayer Entraîneur : Walter Brown                                               |
| BronzeAutriche           | Herbert Brück, Friedrich Demmer, Jacques Dietrichstein, Anton Emhardt, Josef Göbl, Bruno Kahane, Karl Kirchberger, Ulrich Lederer, Walter Sell, Hans Tatzer, Hans Trauttenberg, Hermann Weiss Entraîneur : Hans Weinberger |